# Rilevamento geologico tecnico
Per rilevamento geologico o geologico tecnico, si intende il lavoro svolto da un geologo volto alla produzione di una carta geologica o geologico tecnica. Tale lavoro viene accompagnato dalla elaborazione di un modello geologico del sottosuolo mediante una sezione geologica. In rilevamento consiste nel riconoscimento delle litologie affioranti in diversi settori dell'area di studio. Tale riconoscimento avviene osservando l'affioramento roccioso, misurandone e descrivendone le macro e micro caratteristiche. Dove non è possibile raccogliere dati, vengono usati sondaggi geognostici o esplorazioni indirette.
Una volta fatto ciò si utilizzano i principi della stratigrafia per ricostruire il modello geologico.
Nel caso di rilevamento geotecnico si utilizzano diverse prove (in situ o in laboratorio) volte a determinare le caratteristiche tecniche da associare a quel particolare terreno. Attualmente per la gestione ed elaborazione dei dati cartografici vengono utilizzati i software GIS.